# Ліенн Раймс
Маргарет Ліенн Раймс Кайбріан (англ. Margaret LeAnn Rimes Cibrian; нар. 28 серпня 1982, Джексон, Міссісіпі, США) — американська співачка, авторка-виконавиця та акторка. Розпочала кар'єру кантрі-співачки у 13 років з піснею «Blue» (1996).

## Дискографія
- Blue (1996)
- You Light Up My Life: Inspirational Songs (1997)
- Sittin' on Top of the World (1998)
- LeAnn Rimes (1999)
- Twisted Angel (2002)
- What a Wonderful World (2004)
- This Woman (2005)
- Whatever We Wanna (2006)
- Family (2007)
- Lady & Gentlemen (2011)
- Spitfire (2013)
- Today Is Christmas (2015)
- Remnants (2016)
- Chant: The Human & the Holy (2020)
- God's Work (2022)